# ヴァニア・ガヴァ
ヴァニア・ガヴァ（イタリア語: Vannia Gava、1974年6月30日 - ）はイタリアの女性政治家。代議院議員、環境・エネルギー安全保障省国務次官。

## 来歴
フリウリ＝ヴェネツィア・ジュリア州ポルデノーネ県サチーレに生まれる。社会保健技術研究所を卒業後は民間企業に務めた。
1994年に北部同盟に加入。2009年からサチーレ市の市議会議員・評議員になり、農業政策、環境、グリーンメンテナンスなどに携わった。
2014年から2018年までは中道右派連合副書記長も務めた。
2018年3月23日に代議院議員に初当選。同年6月13日に第1次コンテ内閣で環境・土地・海洋保護省の国務次官に就任。2021年2月13日に生態移行省国務次官に就任。2022年9月のイタリア総選挙で2選。

## 政策・主張
- 女性に対する暴力と闘うプロジェクトに合計9万ユーロの要求を審議した際には「ここ何年もの間、自治体として女性に対する暴力の防止と撲滅を優先事項に掲げてきた。女性に対する暴力は、直接的・間接的な被害者（多くの場合、家族内での虐待にさらされている未成年者）に深刻な結果をもたらす」と強調していた[3]。
- 女性に対する暴力を止めるためのシンボルとして赤いベンチを発足させた[4]。